# Grupo de Apoyo al Desarrollo de la Diálisis Peritoneal
El Grupo de Apoyo al Desarrollo de la diálisis peritoneal (GADDPE) tiene como objetivo concienciar a la administración sanitaria y a la sociedad en general sobre el problema de la infrautilización de la diálisis peritoneal en España. El grupo está constituido por los miembros del Grupo de Diálisis Peritoneal de la Sociedad Española de Nefrología (SEN), la Sociedad Española de Enfermería Nefrológica (SEDEN), la Fundación Renal Alcer España (FRAE), la Fundación Renal Iñigo Álvarez de Toledo (FRIAT) y profesores de distintas universidades de Medicina y Enfermería.